# Zirconium(IV)-iodid
Zirconium(IV)-iodid ist eine anorganische chemische Verbindung des Zirconiums aus der Gruppe der Iodide.

## Gewinnung und Darstellung
Zirconium(IV)-iodid kann durch Reaktion von Zirconium mit Iod
{\displaystyle \mathrm {Zr+2\ I_{2}\longrightarrow ZrI_{4}} }
oder durch Reaktion von Zirconium(IV)-chlorid mit Aluminiumiodid gewonnen werden.
{\displaystyle \mathrm {3\ ZrCl_{4}+4\ AlI_{3}\longrightarrow 3\ ZrI_{4}+4\ AlCl_{3}} }

## Eigenschaften
Zirconium(IV)-iodid ist ein hygroskopischer, als Reinstoff weißer, sonst gelboranger Feststoff, der in Wasser zu Zirconiumoxyiodid hydrolysiert. Er liegt in zwei Modifikationen vor und besitzt als α-Modifikation eine monokline Kristallstruktur mit der Raumgruppe P2/c (Raumgruppen-Nr. 13) und als β-Modifikation eine tetragonale Kristallstruktur mit der Raumgruppe I4 (Nr. 79). Er sublimiert bei 431 °C.